# 大手海岸 (海陽町)
大手海岸（おおてかいがん）は、徳島県海部郡海陽町にある太平洋に面した海岸である。別名は宍喰海岸。

## 地理
海陽町の南部の宍喰浦に所在する、国道55号沿いにある海岸である。海岸には公衆トイレとシャワーが設置されている。
水深が深く、遊泳禁止である。西日本屈指のサーフスポットで、約1km続く海岸の中でも特にホテルリビエラししくい前は、1年を通していい波が来るポイントとして知られ、年間を通じて多くのサーファーで賑わう。

## 交通
- 阿佐海岸鉄道宍喰駅より車で約5分。
- JR牟岐線海部駅より車で約10分。
- 徳島自動車道「徳島インターチェンジ」から国道55号経由、車で約2時間。